# Fantino Dandolo
Fantino Dandolo (Venezia, 1379 – Padova, 17 febbraio 1459) è stato un giurista, diplomatico e arcivescovo cattolico italiano cittadino della Repubblica di Venezia.

## Biografia
Nacque nel 1379 a Venezia, sotto la parrocchia di San Luca, dalla nobile famiglia dei Dandolo: suo nonno Andrea era stato doge tra il 1343 e il 1354, mentre il padre Leonardo, ambiziosissimo, al momento della nascita del figlio era Cavaliere di San Marco, ma due anni più tardi sarebbe diventato Procuratore di San Marco; inoltre, avrebbe tentato per ben due volte l'elezione a doge, ma fallì entrambe le volte e dopo la seconda, nel 1398, rinunciò alle cariche pubbliche.
Seguendo le orme del fratello maggiore Pietro, canonico di Modone e docente di diritto canonico a Bologna, Fantino frequentò l'Università di Bologna, per poi passare a quella di Padova, dove si laureò l'8 agosto 1401, alla presenza di Stefano da Carrara. Il prestigio del nome e le sue doti intellettuali e culturali spinsero i signori di Padova a conferirgli, nonostante la giovane età, la cattedra di diritto civile presso quello Studio, che Fantino tenne durante gli ultimi anni della dominazione carrarese. Ad interrompere una carriera così promettente sopraggiunse, nel 1406, la morte del padre, che lo costrinse a tornare a Venezia per occuparsi, assieme con i suoi fratelli, dell'amministrazione del patrimonio familiare.

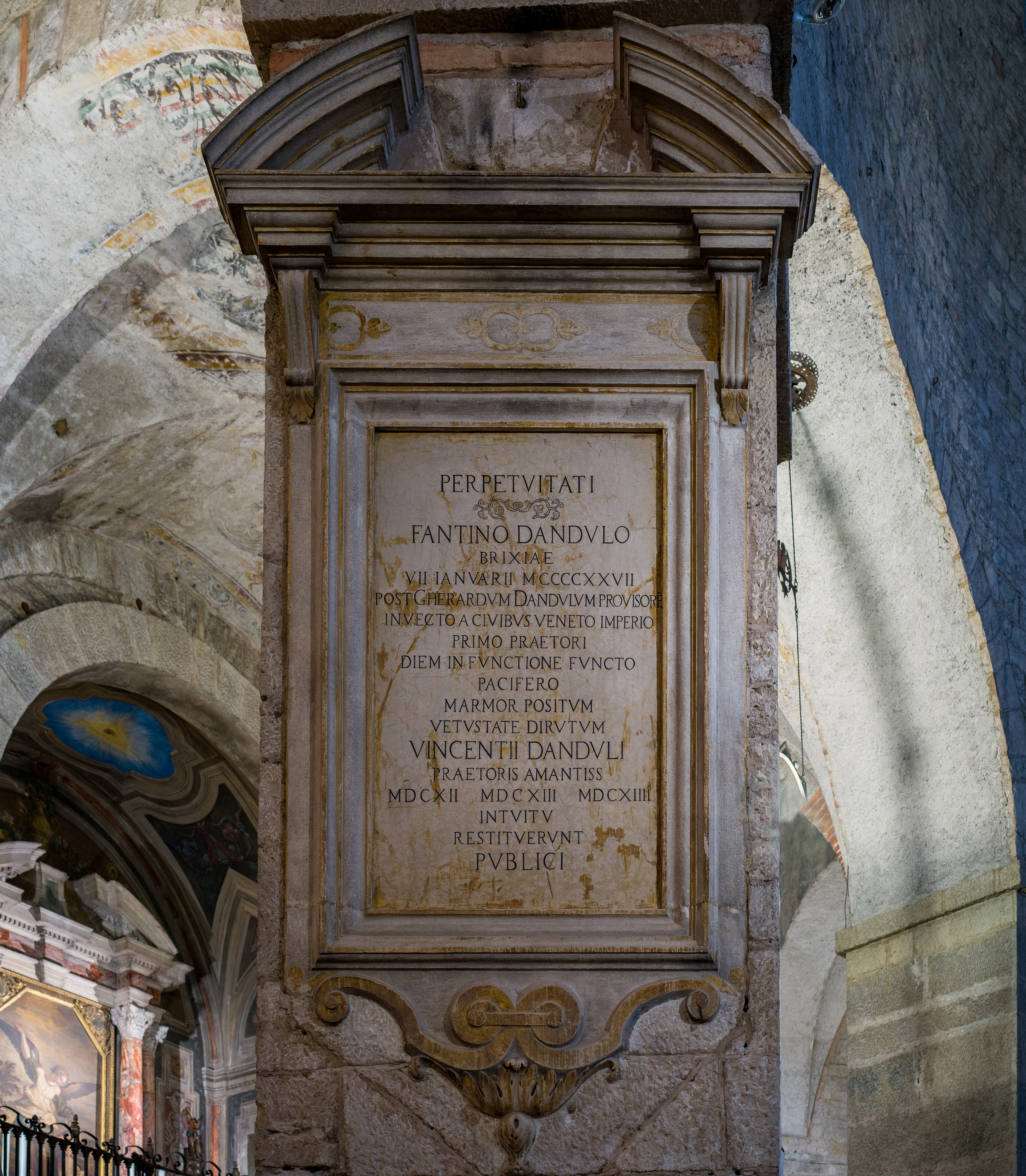
Lapide in memoria del veneziano Fantino Dandolo, che assunse il governo della città il 7 gennaio 1427 dopo Gherardo Dandolo, posta da Vincenzo Dandolo nel 1611-14 nel Duomo vecchio di Brescia.

Parallelamente aveva iniziato la carriera diplomatica, che lo portò prima, nel 1405, a Milano, al seguito del cardinale Filargo, inviato da papa Innocenzo VII a mediare la pace tra Giovanni Maria Visconti e il signore di Mantova Francesco I Gonzaga, mentre in seguito il 3 luglio 1407 fu incaricato, con Bartolomeo Nani, di trattare con i Genovesi per i danni subiti da alcune navi Veneziane in Siria. La faccenda non era di capitale importanza, ma sia per bloccare eventuali ritorsioni, che per non dar adito ad iniziative individuali da parte degli equipaggi, le due repubbliche decisero di stabilire regole condivise e designarono arbitro della controversia il conte di Savoia Amedeo VIII che, oltre ad essere vicario imperiale, non aveva interessi sul mare. Il giudizio fu presentato il 9 agosto successivo in favore di Venezia.
Visti i buoni risultati ottenuti, in rapida successione Fantino Dandolo fu nominato provveditore in campo nel Veronese, con il compito di porre fine alle scorrerie di soldati sbandati in quel territorio, nelle torbide circostanze seguite alla caduta dei Carraresi; quando poi si seppe la positiva conclusione dell'ambasciata presso il Savoia, fu eletto consigliere di Venezia per il sestiere di San Marco. Un compito molto delicato gli fu affidato dalla Repubblica nell'agosto 1409, quando, durante il Grande Scisma d'Occidente, il Senato decise di aderire alla obbedienza pisana e di riconoscere come legittimo pontefice il cardinale cretese Filargo: compito del Dandolo era quello di recarsi a Cividale del Friuli, dove papa Gregorio XII stava tentando di indire un concilio alternativo, per convincere il pontefice a dimettersi e così porre fine allo scisma. Non è noto, però, se il Dandolo abbi tentato di convincere il pontefice oppure, come riporta il Sanuto nella sua Vite dei dogi, abbia rifiutato l'incarico. Al contrario è certo che in quello stesso anno fece un'ambasciata a Milano, insieme a Francesco Contarini, per tentare una mediazione tra Giovanni Maria Visconti (che probabilmente, in questa circostanza, gli conferì il cavalierato) ed il fratello minore Filippo Maria.
Nel 1410 fu ancora consigliere, ma già l'anno successivo fu capo del Consiglio dei Quaranta, e in questa veste con Giovanni Garzoni fu inviato a Trento presso i duchi d'Austria Ernesto e Federico, per sollecitare un'alleanza contro il re d'Ungheria, che minacciava la guerra in Dalmazia. Visto l'esito positivo della missione, nel 1412 fu nominato podestà di Padova, dove ebbe come capitano Zaccaria Trevisan. La città era entrata da pochi anni nei domini della serenissima e risultava ancora insofferente verso i Veneziani: il Dandolo, sia sfruttando le sue conoscenze e i suoi contatti con la città e soprattutto con l'Università, sia governando con mano ferma e con giustizia, riuscì a migliorare notevolmente i rapporti. Fin dal suo insediamento lavorò per restituire allo Studio l'antico splendore, dopo anni di desolazione per le numerose guerre; anche i Padovani lo accolsero con fiducia, tanto che Gasparino Barziza, professore di umane lettere, celebrò l'insediamento con una elegantissima orazione.
Fu podestà a Padova dall'agosto 1412 al novembre 1413 e durante questo periodo intervenne assiduamente al conferimento delle lauree, presenziò alle cerimonie che accompagnarono la riscoperta dei presunti resti di Livio, rinsaldò i legami con i colleghi docenti di un tempo e ne allacciò di nuovi. Al termine del mandato venne nominato podestà a Verona, entrata da poco nei domini di Venezia. Accolse in città il papa Giovanni XXIII, che si recava al concilio di Costanza. Terminato questo mandato - secondo il Sanuto che ottiene l'informazione da un manoscritto della famiglia Dandolo - divenne podestà a Bologna, in seguito ad una richiesta degli abitanti. La notizia tuttavia non trova conferma nelle cronache locali, per cui è più probabile che, dopo la podesteria veronese, sia rientrato a Venezia, per proseguire sia l'attività politica sia gli affari familiari.
Nel maggio 1416 fu inviato come ambasciatore a Milano con Santo Venier, per concordare una tregua fra il duca Filippo Maria Visconti e Pandolfo Malatesta, che si era impadronito di Brescia, e poi tra quest'ultimo ed il fratello Carlo, signore di Rimini. Nel 1418 fu nuovamente consigliere e poi podestà di Padova per la seconda volta.
Nel 1421 ricevette un importante incarico diplomatico: fu inviato come ambasciatore a Roma con Nicolò Zorzi presso papa Martino V, in moda da evitare eventuali interferenze romane nella guerra tra Venezia e l'imperatore Sigismondo per la conquista dello stato patriarcale di Aquileia. Riuscì a far prevalere le proprie ragioni e il 5 luglio, da Tivoli, poteva informare il Senato Veneto che la missione aveva raggiunto il suo intento.

## Genealogia episcopale
- Patriarca Lorenzo Giustiniani
- Arcivescovo Fantino Dandolo